# Cryphia obscura
Cryphia obscura là một loài bướm đêm trong họ Noctuidae.